# Майор Хубаль
«Майор Хубаль» (пол. Hubal) — польский исторический художественный фильм, снятый в 1973 году режиссёром
Богданом Порембой на киностудии «Wytwórnia Filmów Fabularnych» (Лодзь).
Премьера фильма состоялась 3 сентября 1973 года.

## Сюжет
Фильм основан на реальных событиях и посвящён истории партизанской борьбы легендарного майора Хенрика Добжаньского (Хубаля), героя Первой и Второй мировых войн. Одного из первых партизан Второй мировой.
После того, как польская армия была разбита в октябре 1939 года, Добжаньский продолжил борьбу. Он организовал «Особый отряд Войска польского» и принял над ним командование под псевдонимом «Хубаль». Сражаясь в одиночку с врагами, отряд Добжаньского наносил значительные потери немцам. О суровых днях борьбы рассказывает фильм.

## В ролях
- Рышард Филипский — Хенрик Добжаньский («Хубаль»)
- Малгожата Потоцкая —  Цель («Тереска»), член отряда Хубаля
- Тадеуш Янчар — Мацей Каленкевич («Котвич»), капитан
- Эмиль Каревич — Станислав Солтыкевич, ротмистр
- Анджей Козак — Марушевский, почтовый чиновник, член отряда Хубаля
- Зигмунт Малянович — Людвик Муха, ксёндз, член отряда Хубаля
- Станислав Нивиньский — Юзеф Алицкий, член отряда Хубаля, взводный
- Юзеф Новак — Леопольд Окулицкий (полковник «Миллер»)
- Тадеуш Шмидт — «Баня», член отряда Хубаля
- Казимеж Вихняж — Эдвард Пташиньский, ксёндз
- Ежи Брашка — Станислав Висьневский, член отряда Хубаля, капрал
- Ежи Александр Брашка — Францишек Гловач («Лис»), член отряда Хубаля, капрал
- Хенрик Гижицкий —Модест Ильин, член отряда Хубаля, подпоручик
- Болеслав Идзяк — Феликс Карпиньский («Кораб»), член отряда Хубаля, поручик
- Ежи Корштын — Збигнев Моравский («Бем»), член отряда Хубаля, подхорунжий
- Эугениуш Куявский — Масловский («Самсон»), член отряда Хубаля, поручик
- Славомир Линднер — Михал Токажевский-Карашевич (генерал «Торвид»)
- Ирена Малькевич — жена хозяина конного завода
- Анна Милевская — Зофия Аркушевская, хозяйка поместья в Крубках
- Ян Ставаж — Ромуальд Родзевич («Роман»), член отряда Хубаля, взводный
- Стефан Шмидт — Юзеф Грабиньский («Помян»), член отряда Хубаля, капитан
- Вацлав Улевич — Марек Шиманьский («Семп»), член отряда Хубаля, подпоручик
- Зыгмунт Вядерны —Стоиньский («Бжоза»), учитель, член отряда Хубаля
- Анджей Жулкевский — Леон Голко, член отряда Хубаля, подхорунжий
- Феликс Жуковский — хозяин конного завода
- Казимеж Боровец — эпизод
- Мирослав Грущиньский — эпизод
- Тадеуш Квинта — эпизод
- Юзеф Лодыньский — член отряда Хубаля
- Ханна Микуць — связная
- Янина Соколовская — связная
- Стефан Сьрудка — хозяин в Галках
- Люциан Дытрых — эпизод
- Казимеж Ивиньский — офицер в усадьбе
- Эдвард Лях — эпизод
- Богдан Лысаковский — член отряда Хубаля
- Ванда Островская — эпизод
- Эдвард Сосна — эпизод
- Тадеуш Теодорчик — Ян Вильчиньский, портной, член отряда Хубаля
- Станислав Белиньский — член отряда Хубаля
- Анджей Юрчак — эпизод
- Богуслав Сохнацкий — офицер гестапо
- Лех Сколимовский — эпизод
- Францишек Тшецяк — Антони Киселевский, член отряда Хубаля, взводный
- Збигнев Бучковский — Савицкий, вор
- Януш Цивиньский — Эугениуш Врублевский, лесничий
- Анджей Лонгва
- Бохдан Микуць
- Мечислав Гуркевич
- Зыгмунт Лясковский — крестьянин
- Тадеуш Казмерский — эпизод (нет в титрах)
- Ежи Красунь — эпизод (нет в титрах)
- Чеслав Магновский — эпизод (нет в титрах)
- Роберт Рогальский — крестьянин (нет в титрах)
- Ежи Радван — эпизод (нет в титрах)

## Награды
- 1973 — Премия I степени Министерства Национальной обороны исполнителю главной роли
- 1973 — Премия «Золотая камера» (Złota Kamera) еженедельника «Ekran» Р. Филипскому в категории «Лучший актёр»
- 1973 — «Статуэтка Свободы» фестиваля художественных фильмов в Сопоте режиссёру Богдану Порембе
- 1974 — Премия «Звезда киносезона» (Gwiazda Filmowego Sezonu) фестиваля «Любушское кинолето» исполнителю главной роли Р. Филипскому
- 1974 — Премия «Золотой билет» (Złoty bilet) фестиваля «Любушское кинолето» режиссёру Богдану Порембе
- 1976 — Премия им. Цыбульского еженедельника «Ekran» исполнительнице главной роли Малгожате Потоцкой
- 1980 — Главная награда жюри Фестиваля польских художественных фильмов исполнителю главной роли Р. Филипскому